# Phaeoceros
Phaeoceros,  es un género de plantas no vasculares en la familia Notothyladaceae. Comprende 75 especies descritas y de estas, solo 48 aceptadas.

## Taxonomía
El género fue descrito por Gabriela G. Hässel y publicado en Candollea 44: 721. pl. 2: f. 4a–d. 1989.

## Especies aceptadas
A continuación se brinda un listado de las especies del género Phaeoceros aceptadas hasta diciembre de 2014, ordenadas alfabéticamente. Para cada una se indica el nombre binomial seguido del autor, abreviado según las convenciones y usos.	
- Phaeoceros austroandinus Hässel de Menéndez
- Phaeoceros bolusii (Sim) S.W.Arnell
- Phaeoceros brevicapsulus (Stephani) Hässel de Menéndez
- Phaeoceros bulbiculosus (Brot.) Prosk.
- Phaeoceros butleri (Stephani) Udar & D.K.Singh
- Phaeoceros carolinianus (Michx.) Prosk.
- Phaeoceros cataractarum (Stephani) Udar & D.K.Singh
- Phaeoceros chiloensis (Stephani) Hässel de Menéndez
- Phaeoceros coriaceus (Stephani) E.O.Campb.
- Phaeoceros delicatus E.O.Campb. & Outred
- Phaeoceros dendroceroides (Stephani) Hässel de Menéndez
- Phaeoceros dichotomus (Raddi) Prosk.
- Phaeoceros dixitii Prosk.
- Phaeoceros dussii (Stephani) J.Haseg.
- Phaeoceros engelii D. Cargill & Fuhrer
- Phaeoceros erectus Udar & D.K.Singh
- Phaeoceros esquiirolli (Stephani) Udar & D.K.Singh
- Phaeoceros evanidus (Stephani) D.Cargill & Fuhrer
- Phaeoceros exiguus (Stephani) J.Haseg.
- Phaeoceros fimbriatus (Gottsche) Gradst.
- Phaeoceros flexivalvis (Nees & Gottsche) Hässel de Menéndez
- Phaeoceros foveatus J. Haseg.
- Phaeoceros fructuosus (Stephani) Hässel de Menéndez
- Phaeoceros gemmifer (Horik.) J.Haseg.
- Phaeoceros gualaquizanus (Stephani) Gradst.
- Phaeoceros hallii (Austin) Prosk.
- Phaeoceros himalayensis Prosk.
- Phaeoceros hirticalyx (Stephani) J.Haseg.
- Phaeoceros huebschmannii Hässel de Menéndez
- Phaeoceros inflatus (Stephani) D. Cargill & Fuhrer
- Phaeoceros kashyapii A. K. Asthana & S.C.Srivast.
- Phaeoceros laevis (L.) Prosk.
- Phaeoceros lamellisporus (Stephani) Udar & D.K.Singh
- Phaeoceros microsporous (Stephani) Hässel de Menéndez
- Phaeoceros minutus S.W. Arnell
- Phaeoceros miyakeanus (Stephani) S.Hatt.
- Phaeoceros mohrii (Austin) Hässel de Menéndez
- Phaeoceros oreganus (Austin) Hässel de Menéndez
- Phaeoceros parisii (Stephani) H.A.Mill.
- Phaeoceros parvulus (Schiffner) J.Haseg.
- Phaeoceros pearsonii (M. Howe) Prosk.
- Phaeoceros perpusillus Chantanaorrapint
- Phaeoceros pichinchensis (Spruce) Hässel de Menéndez
- Phaeoceros polyandrus (Stephani) J.Haseg.
- Phaeoceros proskaueri Stotler, Crand.-Stot. & W.T.Doyle
- Phaeoceros squamuligerus (Spruce) Hässel de Menéndez
- Phaeoceros striatisporus J.Haseg.
- Phaeoceros subalpinus (Stephani) Udar & D.K.Singh
- Phaeoceros tenax (Stephani) Udar & D.K.Singh
- Phaeoceros tenuis (Spruce) Hässel de Menéndez
- Phaeoceros udarii A. K. Asthana & V.Nath
- Phaeoceros wrightii (Stephani) Hässel de Menéndez